# Chorina fasciata
Chorina fasciata es un coleóptero de la familia Chrysomelidae.
Fue descrita científicamente en 1921 por Julius Weise.